# Nephrolepis barrowsii
Nephrolepis barrowsii là một loài dương xỉ trong họ Nephrolepidaceae. Loài này được Lemoine mô tả khoa học đầu tiên năm 1908.
Danh pháp khoa học của loài này chưa được làm sáng tỏ. 